# Pedakurapadu
Pedakurapadu là một mandal thuộc huyện Guntur, bang Andhra Pradesh.